# Rubik (Albania)
Rubik – miasto w Albanii, w obwodzie Lezha. W 2011 roku liczyło 4 454 mieszkańców.